# Margny-lès-Compiègne
Margny-lès-Compiègne település Franciaországban, Oise megyében. Lakosainak száma 8700 fő (2022. január 1.). Margny-lès-Compiègne Baugy, Bienville, Clairoix, Compiègne, Coudun, Lachelle és Venette községekkel határos.

## Népesség
A település népességének változása:
| Lakosok száma | 7979 | 8109 | 8419 | 8370 | 8521 | 8676 | 8704 | 8716 | 8700 |
|               | 2013 | 2015 | 2016 | 2017 | 2018 | 2019 | 2020 | 2021 | 2022 |